# Федэкс-филд
Федэкс-филд (англ. FedExField, первоначально Jack Kent Cooke Stadium) — футбольный стадион, расположенный на невключенной территории возле шоссе 495 в округе Принс-Джорджес, Мэриленд, США рядом со стадионом «Кэпитал-центр» (известный также как «ЮСЭйр-арена»). Является домашней ареной для команды «Вашингтон Коммандерс» из Национальной футбольной лиги. Вместимость арены составляет 91 704 человека, что является самым большим показателем среди стадионов НФЛ.

## Критика

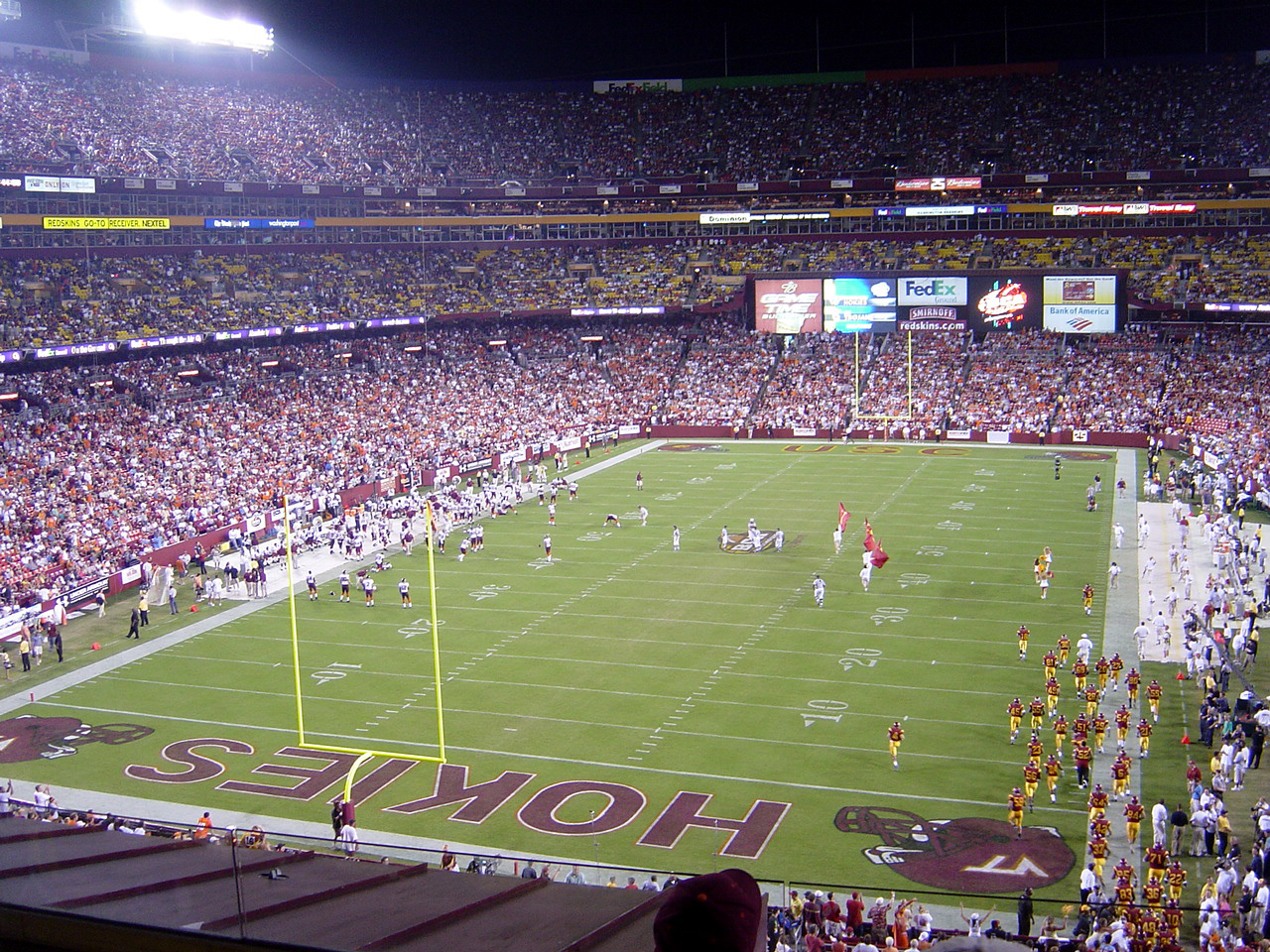
Стадион во время BCA Classic в 2004 году

Многие болельщики считают Федэкс-филд менее комфортным, чем «RFK Stadium». Sports Illustrated поставил стадион на 28 место из 32 арен НФЛ в категории «NFL Fan Value Experience». В январе 2007 года в газете Washington Post появилась информация, что владелец Редскинз Дэниель Шнайдер встретился с властями Вашингтона, чтобы обсудить возможность строительства нового стадиона и перемещения команды обратно в округ Колумбия.